# Nueva Italia de Ruiz

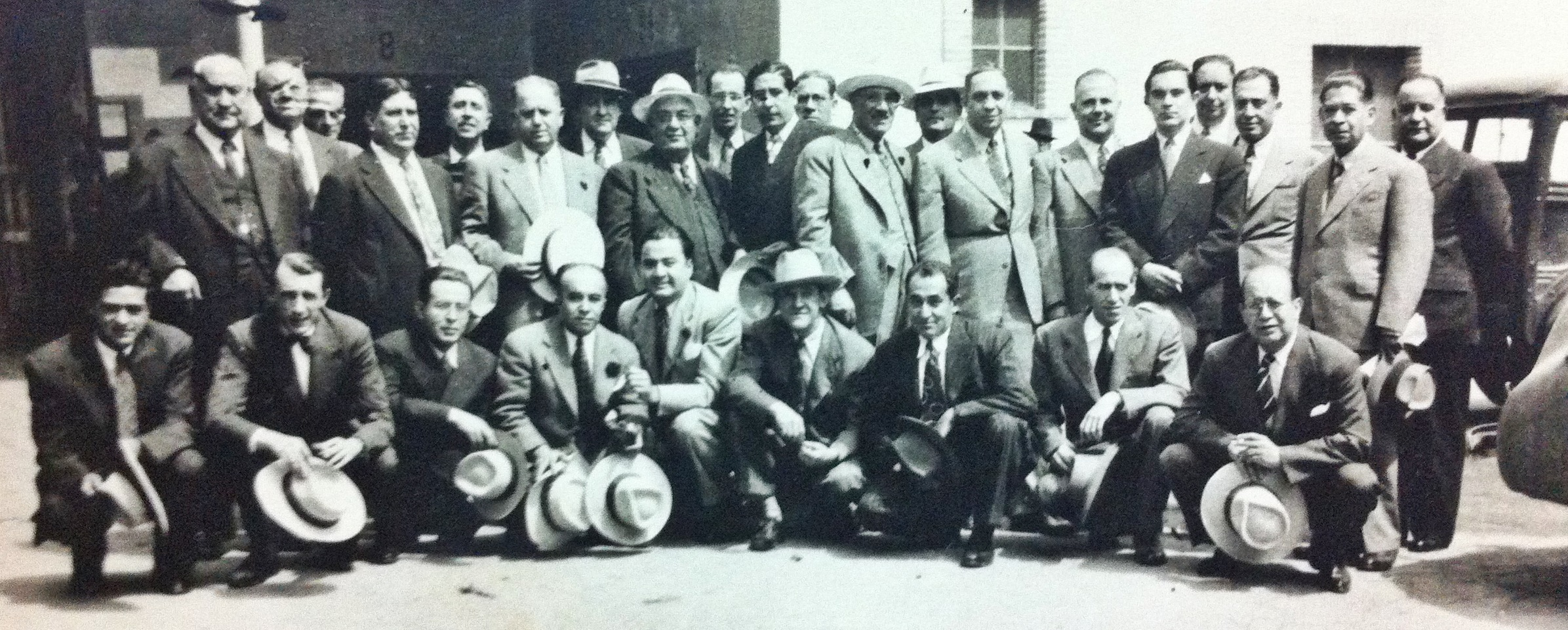
Inmigración italiana en México

Nueva Italia de Ruiz es una ciudad mexicana del estado de Michoacán. Se encuentra en la llamada Tierra Caliente mexicana, de la cual es la segunda ciudad más poblada. Según el Censo de Población y Vivienda de 2020, tiene una población de 32 328 habitantes, y está solo por debajo de Apatzingán. Es la 17.ª ciudad más poblada del estado de Michoacán.

## Historia
El italiano Dante Cusi fundó el poblado en 1909. Convirtió esa zona de pastizales en una fértil tierra agrícola (hacienda) productora de algodón, arroz, melón, limón y maíz, al construir el «Sifón del Marqués», obra maestra de ingeniería que desviaba las aguas del río del Marqués por medio de una tubería de acero. Esta magna obra, el complejo de riego más grande de Latinoamérica en su época, modificó la llanura en ricos campos de cultivo. Cusi, además, instaló un pequeño ferrocarril hasta su otra creación urbana —Lombardía—, que mandó traer de Alemania, junto con un moderno molino de arroz que hoy en día está en ruinas. 
Entre los primeros 3000 fundadores de Nueva Italia hubo muchos italianos que el mismo Cusi contrató. Dante Cusi falleció a finales de los años veinte, dejando sus propiedades a los hijos, los cuales siguieron desarrollando con mucho suceso la Hacienda Nueva Italia y que al poco tiempo se desarrolló en la actual ciudad.
En las décadas posteriores a la muerte de Cusi, la población de Nueva Italia incrementó aceleradamente debido al gran auge de trabajo. Principalmente, emigraron personas del mismo estado de Michoacán, como Parácuaro y Apatzingán, así como de los estados de Sinaloa y Guerrero.
En 1938 los terrenos se transformaron en cooperativa ejidal mediante un decreto de expropiación.
El 3 de febrero de 1942 Nueva Italia se separó del municipio de Parácuaro y se formó el nuevo municipio de Zaragoza. En 1969 cambió de nombre al de municipio de Múgica, siendo nueva Italia su cabecera.
Nueva Italia se considera el ejido más grande de México, con más de 22 000 hectáreas.
Se dio a conocer mundialmente cuando, el 12 de enero de 2014, las llamadas Autodefensas de Michoacán tomaron la ciudad. Fue, sin duda, la toma más dramática debido a los enfrentamientos entre «autodefensas» y civiles ligados al narcotráfico, al mando del cártel de los Caballeros Templarios, que duraron más de cuatro horas. Esto llevó a que se firmara la Comisión para la Seguridad y el Desarrollo Integral en el Estado de Michoacán por decreto presidencial el 15 de enero de 2014, tres días tras los incidentes de Nueva Italia.

## Geografía

### Medio físico
Nueva Italia se localiza en el centro del estado de Michoacán, en las coordenadas 19°01' de latitud norte y 102°06' de longitud oeste, a aproximadamente 420 metros sobre el nivel del mar.
Limita al norte con el poblado de Lombardía, al este con La Huacana, al oeste con Parácuaro y la ciudad de Apatzingán y al sur con El Letrero y Gámbara, poblados del mismo municipio.

### Orografía
Su relieve lo constituye la depresión del Balsas y el «Cerro Nueva Italia».
Al norte de la ciudad, colindando con el municipio de Gabriel Zamora en el cañón del río Cupatitzio, se encuentran unas formaciones entre un cerro conocidas como «Las Patas del Diablo» (las formaciones asimilan dos pies gigantes), lo que es un símbolo de Nueva Italia y un gran atractivo a la vista de todos los viajantes sobre la carretera Nueva Italia-Uruapan.

### Clima
La clasificación climática de Köppen-Geiger identifica este patrón de clima en particular como perteneciente a la categoría de Aw con lluvias en verano. Tiene una precipitación de 1000 mm anuales y la temperatura oscila entre los 10 °C y los 41 °C; la temperatura anual es de aproximadamente 26 °C.

### Vialidades
La avenida principal es la Avenida Lázaro Cárdenas, de cuatro carriles. Es el tramo carretero en Nueva Italia de la Carretera Federal 37 que comienza en el estado de San Luis Potosí y avanza ininterrumpidamente desde la ciudad de León de los Aldama del vecino estado de Guanajuato, así como Santa Ana Pacueco, para adentrarse en Michoacán por La Piedad, Purépero, Cherán, Paracho, Uruapan, Lombardía. Después llega a Nueva Italia, donde hace intersección con la Carretera Federal 120. Posteriormente, sigue hasta Arteaga, La Mira y termina en Playa Azul, en el mismo estado de Michoacán. Además, cuenta con dos libramientos y por su interior corre la carretera secundaria Nueva Italia-Nuevo Coróndiro.
Se conoce a Nueva Italia como el centro vial de Michoacán, ya que Cuatro Caminos, al sur de la ciudad, es un cruce de cuatro rutas distintas hacia cuatro de las cinco ciudades más importantes del estado: al norte, Uruapan; al oeste, Apatzingán; al sur, Ciudad Lázaro Cárdenas; y, al este, la autopista siglo XXI hacia Morelia.

## Demografía
Según el censo del año 2020, la ciudad cuenta con una población de 32 328 habitantes. Es la 17.ª ciudad más poblada de Michoacán, siendo del total 15 781 hombres y 16 547 mujeres. La población experimentó un descenso respecto al censo de 2010 siendo las causas la migración a Estados Unidos de América y a otras ciudades de Michoacán y a la huida de ciudadanos que huyen de la inseguridad muy marcada en la ciudad. Nueva Italia se encuentra conurbada con otras 3 localidades del municipio (Cuatro Caminos, Vista Hermosa y Colonia 17 de Noviembre), sumando un total de 34 268 habitantes.
La Hacienda Nueva Italia como fue fundada en 1909 tenía 1 año después, en 1910, una población de 795 habitantes, justo en el estallido de la Revolución mexicana, para posteriormente, en 1921, al término de la Revolución, contar con un total de 1464 habitantes. En 1930 superó en población a la cabecera municipal del municipio a donde pertenecía (Parácuaro) al contar Nueva Italia con 2136 habitantes por 1883 de Parácuaro. Debido a su increíble crecimiento en 1942 se convirtió en cabecera municipal del nuevo municipio llamado Zaragoza. De 1960 a 1990 tuvo un crecimiento demográfico notable, pero a partir de la década de los 90 comenzó el desaceleramiento en la población, ya que en 30 años apenas han aumentado poco más de 5000 habitantes al contar con 27 008 habitantes en 1990 y 32 328 habitantes en 2020.
La mayoría de los habitantes de Nueva Italia son de origen europeo (la mayoría descienden de los italianos fundadores, de castizos y de españoles) y mestizos, con algunos afromexicanos provenientes de Guerrero y con varios purépechas (el pueblo indígena de Michoacán). Hay algunos chinos e italianos como población extranjera.
| Gráfica de evolución demográfica de Nueva Italia de Ruiz entre 1910 y 2020                        |
|                                                                                                   |
| Población de los censos del Instituto Nacional de Estadística y Geografía (INEGI) de 1910 a 2020. |

### Vivienda
En Nueva Italia hay un total de 8030 viviendas para un promedio de 4 personas por vivienda. Además, un total de 7801 (97 %) cuentan con energía eléctrica; 7505 (93 %) cuentan con, al menos, un televisor; 5203 (64 %), con lavadora; y 1174 (14 %) cuentan con una o más computadoras.

## Fiestas y tradiciones
- 17 de noviembre: Aniversario de la fundación del Ejido.

## Economía
La economía neoitaliana la constituyen la agricultura, ya que se siembra principalmente maíz, pepino, mango, limón, etcétera; la ganadería, con ganado bovino, porcino, de aves y colmenas, y el comercio, ya que se comercializan frutas y hortalizas, entre otras.[cita requerida]

## Ciudades hermanadas
La ciudad de Nueva Italia de Ruiz está hermanada con las siguientes ciudades:
- Nueva Italia, Paraguay
- Matanzas, Cuba (2010)[10][11][12]
- Villahermosa, Tabasco (2017)[13][14]